# Henrik Mathias Munthe
Henrik Mathias Munthe, född 1 januari 1798 i Karlshamn, död 23 april 1880 i Stockholm, var en svensk ämbetsman och musikälskare. Han var son till Carl Magnus Munthe, halvbror till Sven Abraham Munthe och far till Carl Henrik Munthe.
Munthe inskrevs vid Lunds universitet 1814, avlade examen till rättegångsverken 1818 och lämnade 1871 statens tjänst som hovrättsråd i Svea hovrätt. Munthe var en särdeles framstående amatör på violin och ypperlig sångare, framför allt i den humoristiska genren, och få torde som han förstått och förmått återge Bellmans sånger. Han förvaltade länge Jenny Linds förmögenhet. Från 1853 var Munthe ledamot av Musikaliska Akademien och blev 1873 dess preses. Han blev riddare av Nordstjärneorden 1849. Munthe vilar på Norra begravningsplatsen utanför Stockholm.